# Michel Penha
Michel Penha   (Amsterdam, 14 de desembre de 1888 - Los Angeles, 10 de febrer de 1982) fou un violoncel·lista neerlandès.

## Biografia
Era fill del tallador de diamants Moses/Maurice Penha i Susette Hollander i la família va viure durant un temps al carrer Sarphatistraat 111 a Amsterdam. La germana Elly Penha era pianista. Es va casar amb la britànica Alice Harvey al comtat de Kosciusko el desembre de 1917.
Va ser estudiant al Conservatori de la "Society for the Promotion of Toonkunst" d'Amsterdam i va tenir com a professor en Isaac Mossel, el violoncel·lista alemany Hugo Becker a Frankfurt del Main i el violoncel·lista francès J. Salmon a París. Un primer certificat final va aconseguir el 1905.
L'octubre de 1907 actuaria com a músic de cambra al "Kleine Zaal del Concertgebouw" amb el cantant danès Theodoro Salicath i la pianista francesa Angelique Collard. Tanmateix, va ser substituït per Max Oróbio de Castro. Més tard va marxar del país amb Angelique Collard, i va fer gires per Europa, així com a Amèrica del Nord i del Sud. L'octubre de 1909 s'informa que s'havia unit a l'orquestra simfònica de Niça. Es desconeix si això va passar realment.
El 1909 va marxar als Estats Units i va acabar a Nova York. Va formar part del trio de piano al voltant de Carl Tollefsen, més tard hi va tenir el seu propi trio.
Va ser violoncel·lista de l'Orquestra de Filadèlfia (1920-1925) i també va ser professor al "Conservatori Leopold Stokowski". Posteriorment es va convertir en violoncel·lista principal de l'Orquestra Simfònica de San Francisco (1925-1926). Juntament amb el violista Romain Verney de Filadèlfia va formar part de diversos conjunts de música de cambra i quartets de corda (Califòrnia String Quartet, Abas String Quartet, San Francisco String Quartet, etc.) Va viure un temps a Portland (Oregon) i allà va fer música; es va establir a Los Angeles, on, segons Robijns/Zijlstra, també va ensenyar al conservatori durant un temps i va estar involucrat amb la "Bach Society de Pasadena" (Califòrnia), on també va ser músic d'estudi amb la Metro-Goldwyn-Mayer.
La seva interpretació està gravada per uns quants enregistraments (històrics).